# 위켄드 (2010년 영화)
《위켄드》(Weekend)는 폴란드에서 제작된 체라리 파주라 감독의 2011년 액션, 코미디, 범죄 영화이다. 아드리아나 비드진스카 등이 주연으로 출연하였다.

## 출연
- 아드리아나 비드진스카
- 얀 프리치
- 안나 카르즈마르크직
- 필립 보벡